# Orchestra Filarmonica di Ruse
L’Orchestra Filarmonica di Ruse (in bulgaro Русенска Филхармония?, Rusenska Filharmonija) è un'orchestra bulgara con sede nella città di Ruse, in Bulgaria.

## Storia
Il primo festival musicale internazionale in Bulgaria venne organizzato nel 1961 su iniziativa della Filarmonica di Ruse, che trasformò questa città danubiana, già famosa per la sua architettura, in un centro musicale internazionale. Il festival si tiene ogni anno a metà marzo ed è un punto di ritrovo per orchestre, cantanti, strumentisti, compositori e direttori d'orchestra famosi. Nel 1966 l'Orchestra Filarmonica fu l'organizzatrice del festival "Serate musicali invernali" m, il primo del suo genere in Bulgaria.
Il palco dei concerti dell'orchestra ha accolto molti prestigiosi direttori d'orchestra come Kurt Masur, Rolf Kleinert, Carol Stria, Carlo Zecchi, Helmut Koch, Valerij Abisalovič Gergiev, Evgenij Fëdorovič Svetlanov, nonché cantanti solisti come Salvatore Accardo, Ruggiero Ricci, Daniel Stefan, Svetoslav Richter, Franco Petraci, Jurij Abramovič Bašmet, Katia Ricciarelli, Robert Kohen, Igor' Davidovič Ojstrach, Vladimir Spivakov, Jacob Zach e Michail Voskresenskij. Nel 1958 e nel 1965 l'Orchestra Filarmonica ospitò il noto compositore russo Dmitrij Šostakovič. Dal 1975 al 1992 l'orchestra collaborò attivamente con l'Accademia Musicale Chigiana.
Franco Ferrara, Carlo Maria Giulini, Genady Rozdestvensky, Bruno Bartolletti e Ferdinand Leitner sono proficui collaboratori dell'Orchestra, il cui repertorio comprende un ampio spettro di generi e stili, sia opere della musica antica che contemporanea. Tra le varie interpretazioni si menzionano Ivan Grozny e Alksandr Nevskij di Prokof'ev, Oedipos Rex, Petruška e La sagra della primavera di Igor' Stravinskij, Così parlò Zarathustra di Richard Strauss, i Carmina Burana di Carl Orff e molte altre.
L'Orchestra Filarmonica è stata in tournée in Austria, Germania, Italia, Polonia, Romania, Spagna, Francia e Svizzera. Le sue registrazioni si sono tenute presso la Radio nazionale bulgara e la casa discografica Balkanton, con la quale ha pubblicato numerosi CD.